# Carlos Ossorio y Gallardo
Carlos Ossorio y Gallardo (Madrid, 1864-Barcelona, 1921) fue un periodista y escritor español.

## Biografía
Nacido en 1864 en Madrid, era hijo de Manuel Ossorio y Bernard y hermano de Ángel y María de Atocha Ossorio y Gallardo.
Fue archivero y se desempeñó como redactor o director de El Cronista (1898), El Resumen (1891), El Noticiero Universal, La Vida de la Corte, La Niñez, La Ilustración Española, La Ilustración Ibérica, El Mundo de los Niños, La Crónica del Sport, Madrid Cómico, La Lidia, La Ilustración Católica, Diario de Bilbao, Blanco y Negro, Barcelona Cómica y El Gato Negro y director de Pluma y Lápiz (1902).
Fue autor de títulos como Vida moderna, manchas de color (1890), Manual del perfecto periodista (Madrid, 1891) —escrito junto a su hermano Ángel—, Crónicas madrileñas (Madrid, 1893), Cuentos del otro jueves (Barcelona, 1896) y ¡Pues, señor...! y El baile.
Falleció en enero de 1921 en Barcelona.